# Třída Chatham
Třída Chatham byla třída lehkých křižníků Royal Navy a Royal Australian Navy. Byla to třetí z pěti tříd křižníků souhrnně označovaných jako třída Town. Celkem bylo postaveno šest jednotek této třídy, polovina pro britské a polovina pro australské námořnictvo. Australské křižníky jsou často označovány jako třída Sydney. Všechny křižníky bojovaly v první světové válce, přičemž žádný nebyl ve válce ztracen. Ve 20.–30. letech byly vyřazeny.

## Stavba
Ve stavebním programu pro rok 1911 byly pro britské námořnictvo objednány tři lehké křižníky konstrukčně navazující na předchozí třídy Weymouth. Stavba křižníků proběhla v letech 1911–1916.
Jednotky třídy Chatham:
| Jméno       | Loděnice               | Založení kýlu  | Spuštěna          | Vstup do služby | Poznámka              |
| ----------- | ---------------------- | -------------- | ----------------- | --------------- | --------------------- |
| Chatham     | Chatham Dockyard       | 3. ledna 1911  | 9. listopadu 1911 | prosinec 1912   | Prodán do šrotu 1926. |
| Dublin      | Beardmore              | 3. ledna 1911  | 9. listopadu 1911 | březen 1913     | Prodán do šrotu 1926. |
| Southampton | John Brown             | 6. dubna 1911  | 16. května 1912   | listopad 1912   | Prodán do šrotu 1926. |
| Sydney      | London and Glasgow Co. | 11. února 1911 | 29. srpna 1912    | červen 1913     | Vyřazen.              |
| Melbourne   | Cammell Laird          | 14. dubna 1911 | 30. května 1912   | leden 1913      | Prodán do šrotu 1928. |
| Brisbane    | Cockatoo Island        | 25. ledna 1913 | 30. září 1915     | listopad 1916   | Prodán do šrotu 1936. |

## Konstrukce

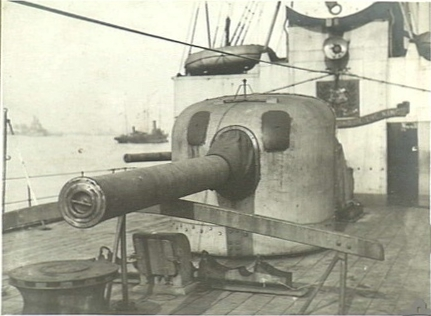
152mm kanón křižníku HMAS Melbourne

Pancéřová paluba měla sílu 15–50 mm a část boků chránil 76mm pancéřový pás. Křižníky nesly osm 152mm/45 kanónů BL Mk.XII, které doplňovaly čtyři 47mm kanóny a dva 533mm torpédomety. Pohonný systém tvořilo dvanáct kotlů Yarrow a čtyři turbínová soustrojí Parsons (Southampton nesl turbíny Brown-Curtis), o výkonu 25 000 shp, pohánějící čtyři lodní šrouby. Nejvyšší rychlost dosahovala 25,5 uzlu. Dosah byl 4500 námořních mil při rychlosti 16 uzlů.

### Modifikace
Za války křižníky prodělaly různé modifikace. Roku 1915 byla výzbroj posílena o jeden protiletadlový 76mm kanón. Na křižnících Dublin, Southampton, Melbourne a Sydney byla demontována velitelská věž a zároveň byly vybaveny startovací plošinou pro letoadlo (odstraněna 1919). Křižníky byly rovněž vybaveny trojnožkovým stožárem.

## Osudy

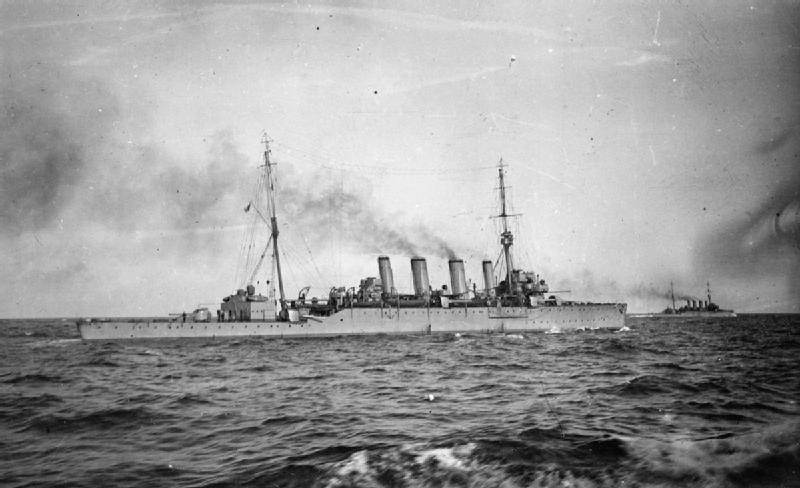
HMS Southampton

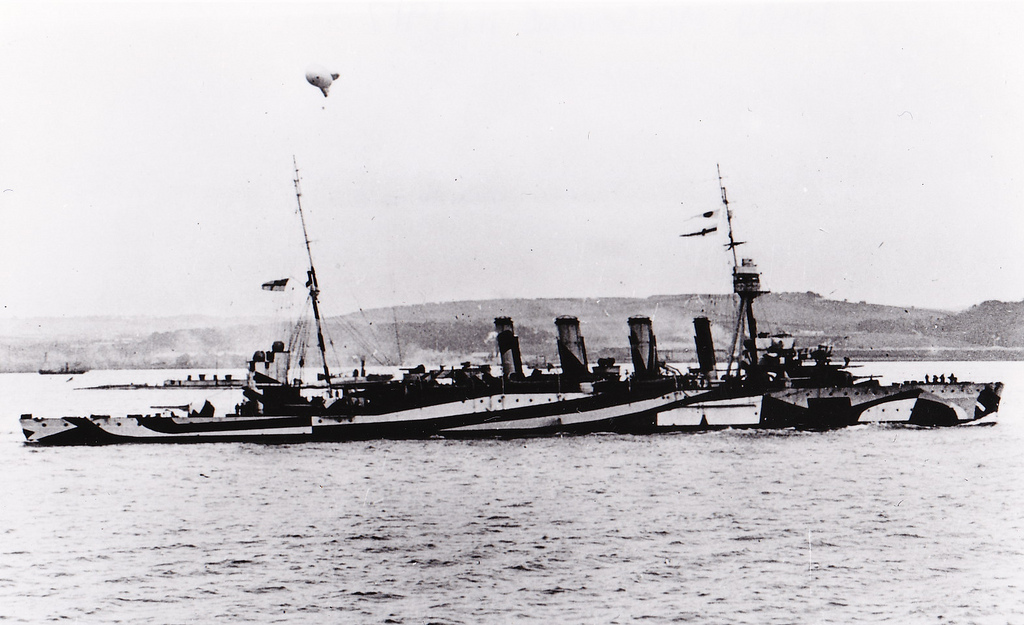
Melbourne ve válečné kamufláži

Dublin byl jednou z britských lodí, které se 28. července až 10. srpna 1914 podílely na neúspěšném pronásledování křižníků Goeben a Breslau. Únik obou lodí do Istanbulu významně přispěl k zapojení Osmanské říše do první světové války na straně Centrálních mocností.
Southampton byl vlajkovou lodí 1. eskadry lehkých křižníků komodora Williama E. Goodenougha. Dne 28. srpna 1914 se podílel na porážce Kaiserliche Marine v první bitvě u Helgolandské zátoky. Byl též Goodenoughovou vlajkovou lodí při neúspěšném pronásledování německých bitevních křižníků po ostřelování Scarborough, Hartlepoolu a Whitby dne 16. prosince 1914. Southampton byl nasazen také 24. ledna 1915 v bitvě u Dogger Banku.
Dublin byl 9. června 1915 při doprovodu konvoje zasažen do strojovny torpédem rakousko-uherské ponorky U 4 (Rudolf Singule). Těžce poškozenou loď se podařilo odvléci do Brindisi.
Křižníku Sydney se 9. listopadu 1914 podařilo v bitvě u Kokosových ostrovů zneškodnit obávaného německého korzára v podobě německého lehkého křižníku Emden (o jeho poloze byl informován hlášením ze sesterské lodi Melbourne). Chatham se podílel na zneškodnění německého lehkého křižníku Königsberg v bitvě v deltě Rufidži.
Chatham a Dublin byly v průběhu roku 1915 nasazeny v dardanelské kampani. Southampton a Dublin se na přelomu května a června 1916 podílely na bitvě u Jutska. Oba britské křižníky byly v bitvě poškozeny. Southampton dostal 18 zásahů a Dublin 12 zásahů.
Všech šest lodí válku přečkalo. Vyřazeny byly postupně v meziválečném období — Chatham, Dublin a Southampton v roce 1926, Melbourne v roce 1928, Sydney v roce 1929 a konečně Brisbane v roce 1936.